# Janusz Modest Sanguszko
Pour les autres membres de la famille, voir Famille Sanguszko.
Janusz Modest Sanguszko (né le 15 juin 1749, mort le 4 septembre 1806 à Slavouta) est un prince de la famille Sanguszko.

## Biographie
Il est le fils de Paweł Karol Sanguszko et de Barbara Urszula Dunin

## Mariages et descendance

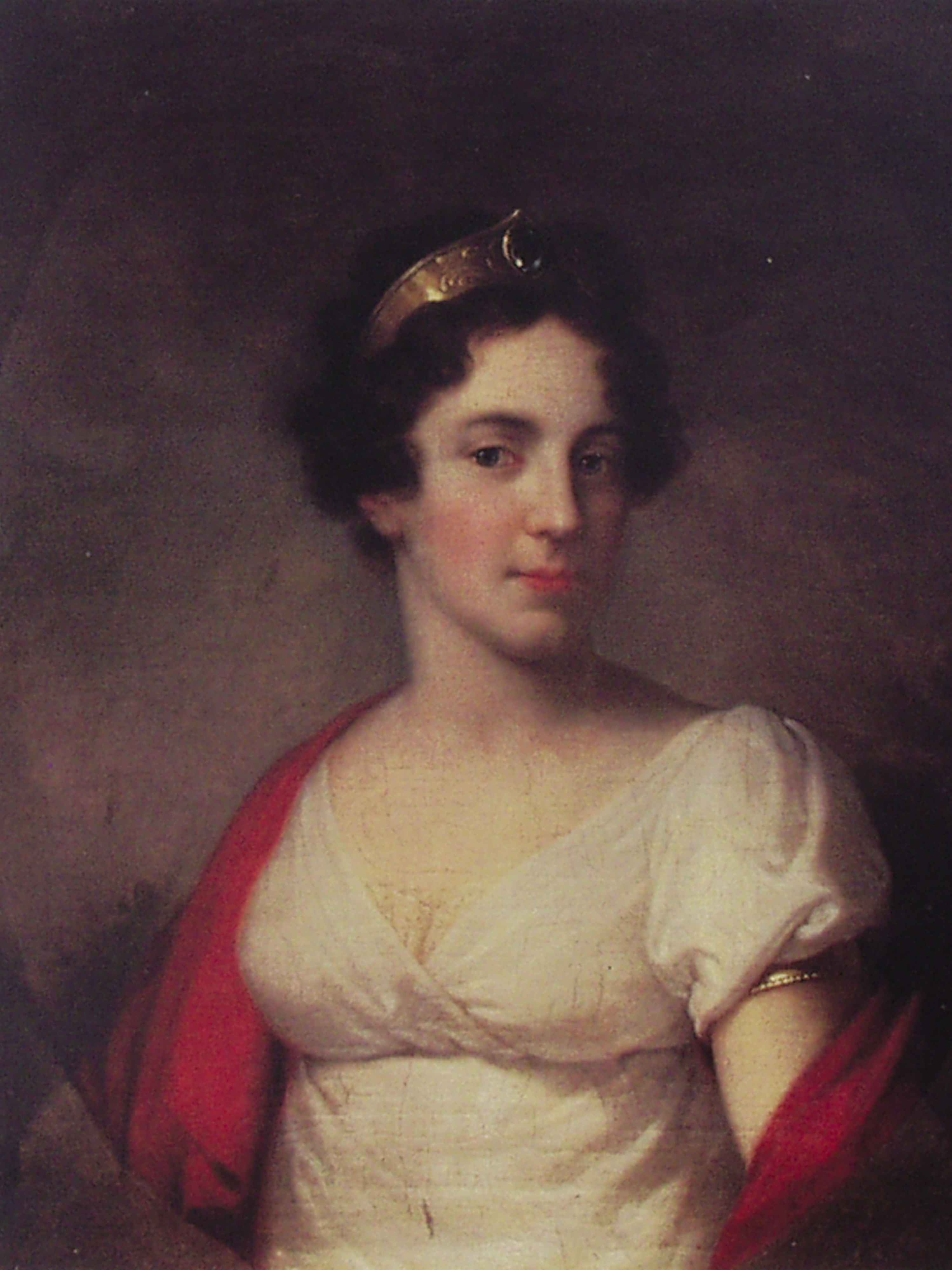
Aniela par Johann Baptist von Lampi.

Il épouse Karolina Gozdzka (1751-1804), qui lui donne pour enfants :
- Barbara (1782-1795),
- Klementyna (1786-1841),
- Karol (1779-1840),
- Konstanty (1781-1808)

Il épouse ensuite Aniela Ledóchowska (1800-1825).

## Sources
- VIAF
- Pologne
- NUKAT

- (pl) Cet article est partiellement ou en totalité issu de l’article de Wikipédia en polonais intitulé « Janusz Modest Sanguszko » (voir la liste des auteurs).